# Anoba biangulata
Anoba biangulata är en fjärilsart som beskrevs av Walker 1869. Anoba biangulata ingår i släktet Anoba och familjen nattflyn. Inga underarter finns listade i Catalogue of Life.